# Sportfreunde Siegen
Maillots
Actualités
Le Sportfreunde Siegen est un club allemand de football basé à Siegen.

## Historique
- 1899 : fondation du club sous le nom de FC Jahn 1899 Siegen
- 1923 : fusion avec le SV 1907 Siegen en Sportfreunde Siegen

## Palmarès
- 2005 : 1re participation à la Bundesliga 2 (saison 2005/06)

## Personnalités du club

### Anciens joueurs
- Ingo Anderbrügge
- Bruno Custos
- Norbert Dickel
- Marcel Heller
- Patrick Helmes
- Mircea Irimescu
- Gaëtan Krebs
- Herbert Schäfer
- Yann Schneider
- Youssef Sofiane

### Entraîneurs
- Toni Burghardt (1989-91)
- Klaus Scheer (1991-92)
- Toni Burghardt (1992-93)
- Werner Schumacher (1993-94)
- Ingo Peter (1994-2003)
- Michael Feichtenbeiner (2003-04)
- Gerhard "Fanja" Noll (2004)
- Ralf Loose (2004-05)
- Ján Kocian (2005-06)
- Uwe Helmes (2006)
- Hans Bongartz (2006)
- Ralf Loose (2006-07)
- Sascha Franz (2007-07)
- Marc Fascher (2007-08)
- Peter Németh (2008-09)
- Jörg Jung (2009)
- Rob Delahaije (2009-10)
- Peter Németh (2010)
- Andrzej Rudy (2010-2011)
- Daniel Cartus (2011)
- Michael Boris (2011-2014)
- Matthias Hagner (2014)
- Michael Boris (2014-2015)
- Thorsten Seibert (2014)
- Ottmar Griffel (2015-2016)
- Thosten Seibert (2016-2017)
- Dominik Dapprich (2017-2019)
- Frank Dalwig (2019)
- Tobias Cramer (2019-2022)
- Lirian Gerguri (2022)
- Patrick Helmes (2023)
- Thosten Nehrbauer (depuis 2023)